# OVI (краска)

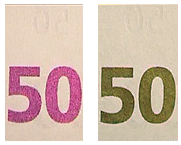
Пример использования на купюре в 50 евро

OVI (англ. Optically Variable Ink) — цветопеременная типографская краска. В 1996 году начала использоваться на банкнотах как один из способов отличить настоящие деньги от поддельных. Производится компанией SICPA. Краска очень дорога в производстве, поэтому используется только на крупных банкнотах.

## История и технология
В OVI добавляются специальные чешуйки, и в результате данная краска меняет свой цвет в зависимости от того, под каким углом на неё посмотреть. Сама краска прозрачная, а эффект достигается лишь за счёт преломления света. Технология была разработана химиком Роджером Филлипсом и понравилась правительству, которое дало более 17 миллионов долларов на дальнейшее улучшение и разработку. Однако он отказался от данной идеи в 1985 году, так как требовались огромные деньги на дополнительное оборудование. Несмотря на это, Филлипс продолжил работу и в 1996 году OVI была впервые использована в США.